# Austrocarabodes costulatus
Austrocarabodes costulatus är en kvalsterart som först beskrevs av Balogh 1958.  Austrocarabodes costulatus ingår i släktet Austrocarabodes och familjen Carabodidae. Inga underarter finns listade.